# West Midlands (comtat)
|  | Aquest article tracta sobre la zona territorial anglesa. Vegeu-ne altres significats a «Midlands». |

West Midlands és un comtat metropolità del centre-oest d'Anglaterra que pren el nom d'una regió històrica i cultural. De vegades s'anomena «àrea metropolitana de West Midlands» o «conurbació de West Midlands» a causa de la seva densitat i pel fet d'incloure l'extensa àrea de Birmingham, amb les poblacions de la rodalia i d'altres ciutats de certa importància com Wolverhampton o Coventry, Solihull i el conjunt de municipis del Black Country, que formen la tercera conurbació del Regne Unit després de Londres. Confronta amb els comtats de Warwickshire a l'est, Worcestershire al sud i Staffordshire al nord.
Aquest comtat es va creat el 1974, però el 1986 els set districtes que el configuraven van esdevenir autoritat unitària independents i es va abolir el Consell del Comtat de West Midlands, que gestionava qüestions comunes a tots aquests districtes. Amb el temps s'ha vist la necessitat d'un organisme comú i el 2016 es va crear l'Autoritat Combinada de West Midlands.

## Geografia

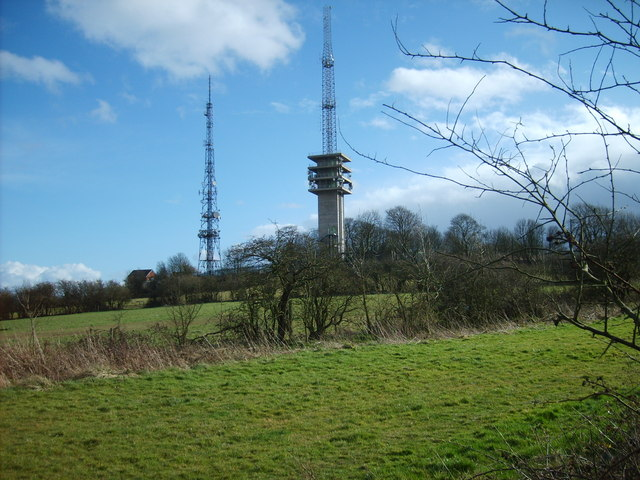
Turners Hill

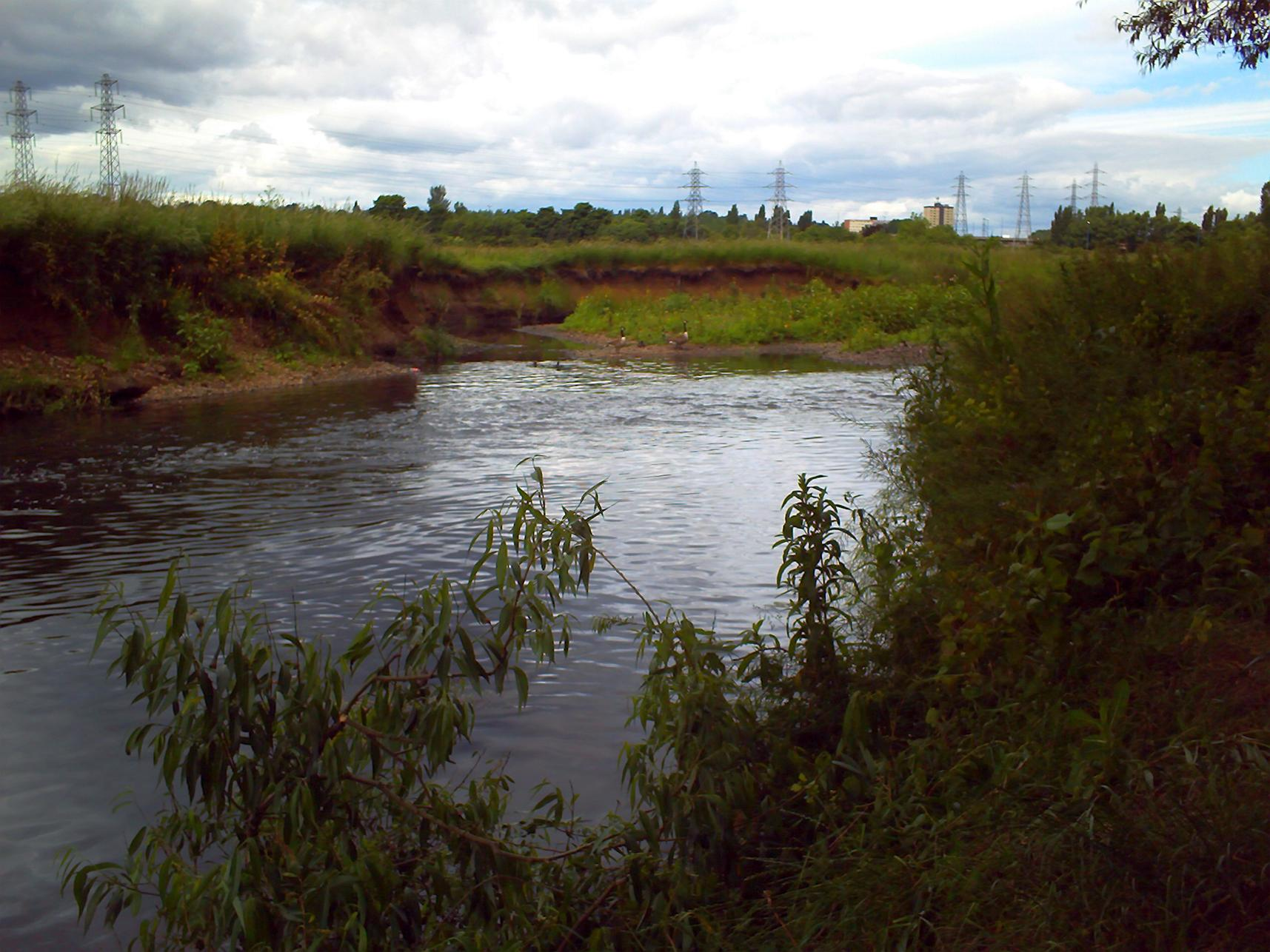
El riu Tame a la vall de Sandwell.

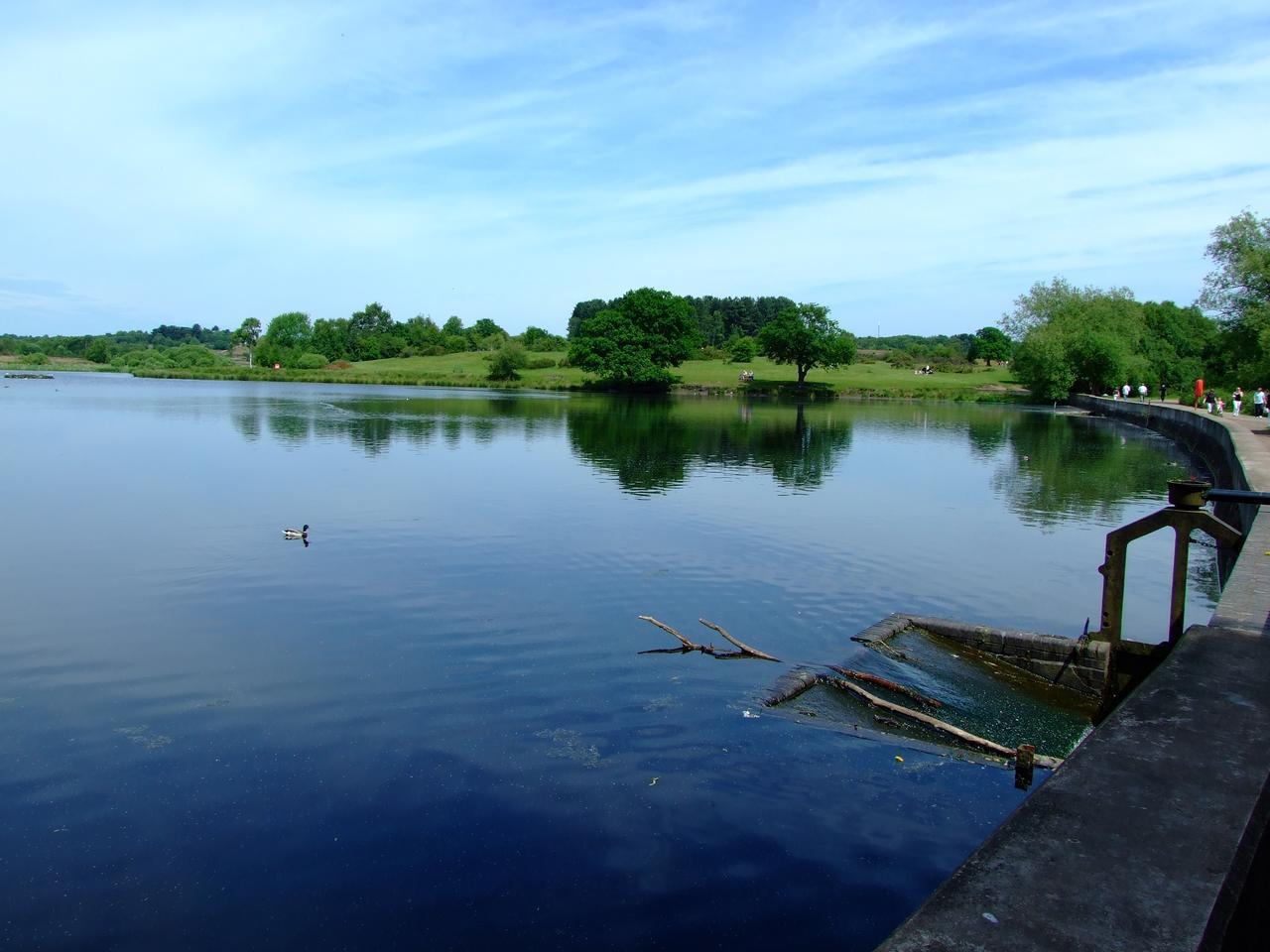
Llac de Longmoor al Parc de Sutton.

El comtat està delimitat geogràficament pel bosc de Cannock Chase al nord (que pertany al comtat de Staffordshire), els turons Clent Hills al sud-oest i els Lickey Hills al sud. El punt més elevat de Midlands és Turners Hill, un turó que té una alçada de 271 m i que està catalogat com a lloc d'especial interès científic (SSSI). Barr Beacon és un altre destacat turó que fa 227 m, situat a prop de Birmingham, dins del cinturó verd que es va establir al voltant de les ciutats de Birmingham, Walsall i West Bromwich per evitar una major expansió urbana. Dins d'aquest cinturó està la vall de Sandwell, solcada pel riu Tame.
En total hi ha 23 llocs catalogats d'especial interès científic en aquest comtat. Un altre d'aquests llocs és el Parc de Sutton, que pertany a una àrea abundant en carbó de 970 hectàrees i és un dels parcs situats dins d'una zona urbana més grans d'Europa. Aquest parc també té l'estatus de reserva natural.
Hi ha nombrosos rius que circulen per aquest comtat, el més destacat el Tame. La conca d'aquest riu és la més urbanitzada de tot el Regne Unit, amb aproximadament el 42% de la conca construïda. El riu Tame s'alimenta amb les aigües dels rius Rea, Anker, i Blythe, el qual té com a afluent el Cole. El riu Sowe i el Sherbourne passen per Coventry. El riu River Stour arriba al comtat procdent de l'oest.

## Història
El 1966 va haver a l'oest dels Midlands una important reforma que va afectar els diversos territoris administratius de la zona. En aquell moment hi havia municipis amb estatus de comtat (county boroughs) i altres que no el tenien (municipal boroughs), la reforma va aplegar alguns sota una sola administració, dins dels comtats respectius. A la perifèria d'aquesta àrea van haver viles que no van estar incloses (per exemple Halesowen, Stourbridge i Sutton Coldfield), mentre que Aldridge i Brownhills es van unir per formar una sola unitat anomenada Aldridge-Brownhills. El mateix any, es va crear una oficina de policia per a tota la zona del West Midlands, per controlar les viles del territori anomenat Black Country, en canvi Birmingham continuava tenint un cos de policia propi i la ciutat de Solihull estava coberta per la policia de Warwickshire. El 1968 es va crear un organisme per gestionar el servei de transports d'aquesta zona, el West Midlands Passenger Transport Authority.
L'any 1974, en compliment de la llei de governs locals del 1972, es va crear el comtat metropolità de West Midlands format amb el territori de set municipis amb categoria de comtat (Birmingham, Coventry, Wolverhampton, Dudley, Sandwell, Solihull i Walsall) més altres viles contigües. Aldridge-Brownhills es va unir a Walsall; Halesowen i Stourbridge a Dudley; Sutton Coldfield a Birmingham. Es va crear el nou municipi de Sandwell amb la unió de West Bromwich i Warley. L'actual territori anomenat Warley va ser abolit i les tres viles de Smethwick, Oldbury i Rowley Regis van passar a ser parts de Sandwell, encara que aquestes àrees continuaven tenint el codi postal de Warley.
Solihull va prendre molta part de la zona est de Birmingham, incloses les viles de Chelmsley Wood i Castle Bromwich, més l'aeroport de Birmingham i la zona rural entre Solihull i Coventry, mentre que la mateixa Coventry va tenir pocs canvis i Wolverhampton va restar sense alteracions. Això va fer que, llevat de la banda de l'est, el comtat tingués una clara definició metropolitana. La reforma del 1974 també va crear un organisme per administrar aquest territori, el Consell del Comtat de West Midlands. Tot seguit es va crear un nou cos de policia que abastava tot el territori sota un sol comandament i es va abolir l'oficina de policia de Birmingham.
Entre el 1974 i el 1986, el comtat va estar governat a dos nivells: el Consell del Comtat i les oficines de cadascun dels set districtes que formaven part de West Midlands. Aquests districtes tenen el mateix nom que les set ciutats principals que els representen. El 1985 es va aprovar una llei que abolia alguns consells de comtat i el dels West Midlands en va ser un. Les funcions del consell del comtat van ser transferides al consells de districtes, que van adquirir la categoria d'autoritats unitàries independents entre elles. Tanmateix van continuar existint alguns serveis comuns com ara la policia, els bombers i el transport.
El 1994, les ribes oest i sud de l'embassament de Chasewater, més Jeffreys Swag, van ser transferides del districte de Walsall al de Lichfield (Staffordshire). Altres canvis en les fronteres van entrar en vigor el 1995, quan part de parròquies de Hereford i Worcester (Frankley i el sud-oest de Bartley Reservoir) va ser transferit a Birmingham i va passar a ser territori de West Midlands.
El 17 de juny del 2016 es va crear un nou cos administratiu, l'Autoritat Combinada de West Midlands, propulsat per la llei de democràcia, economia, desenvolupament i construcció locals del 2009, que també va crear cossos semblants en altres llocs d'Anglaterra. Aquesta nova autoritat té competències sobre transport, desenvolupament econòmic, plans i estructures. La persona que és la màxima responsable d'aquest cos és un càrrec electe creat el 2017, el Mayor of the West Midlands.

## Població

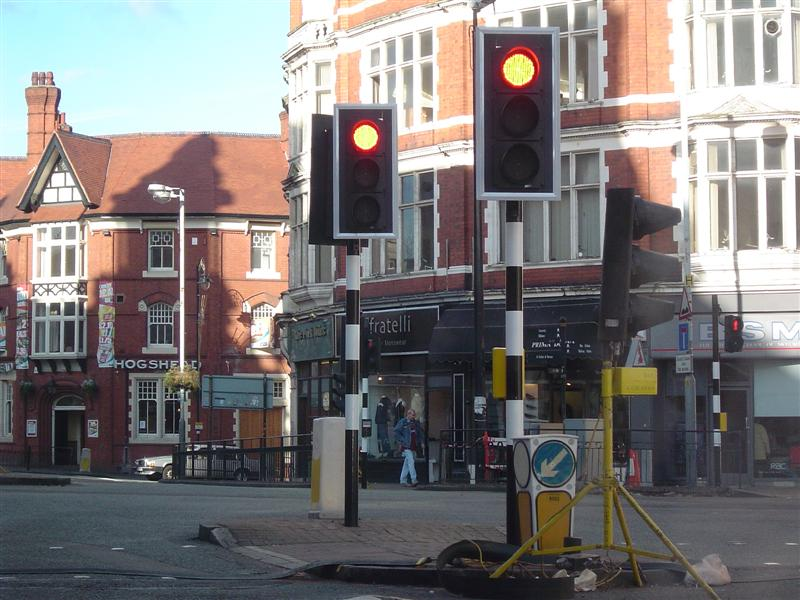
Wolverhampton va tenir els primers senyals lluminosos per al transit.

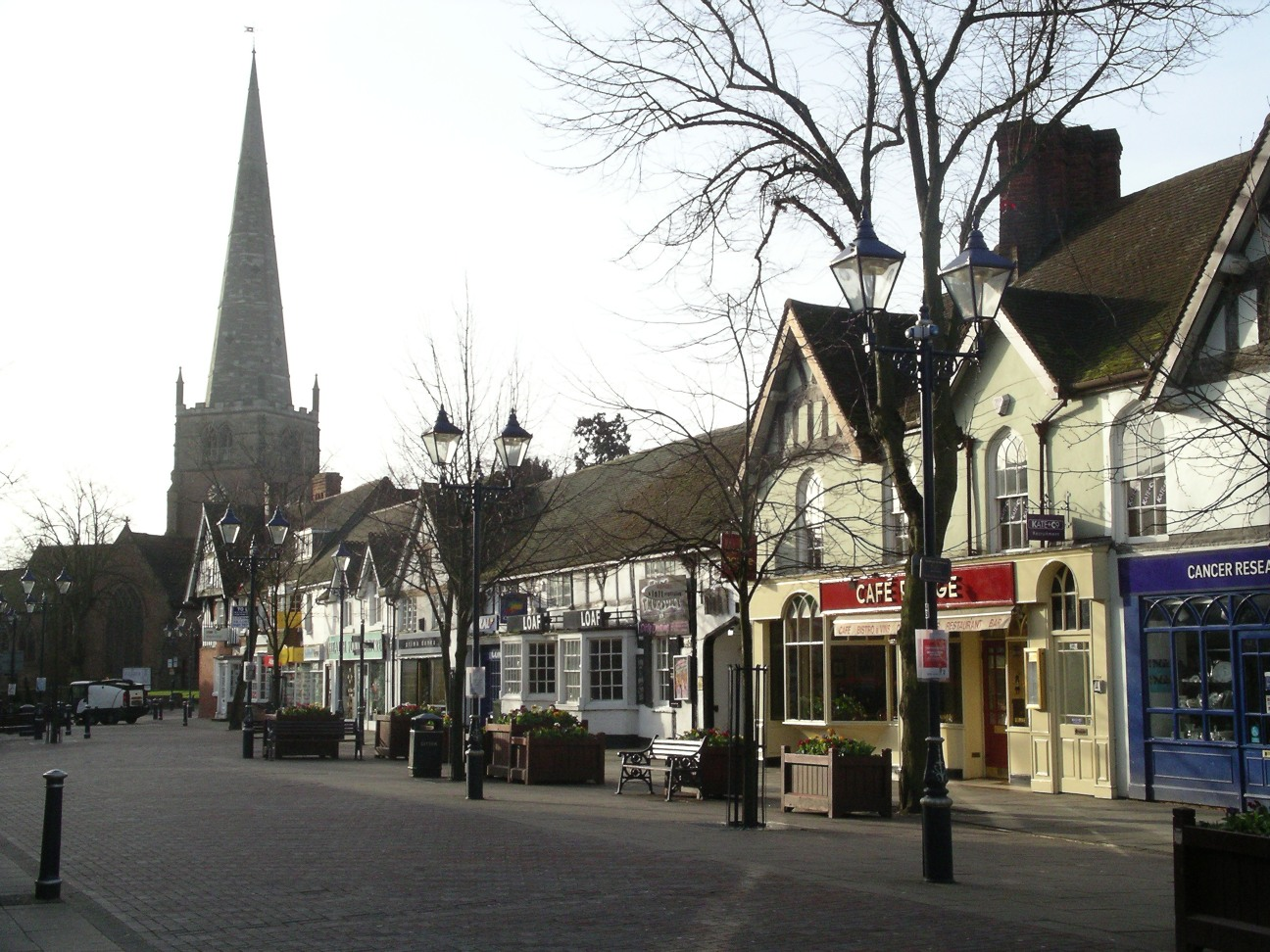
Carrer major de Solihull.

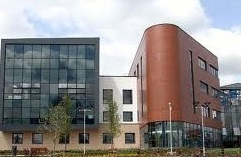
Hospital de Walsall

El comtat de West Midlands és un dels més urbanitzats del Regne Unit. La zona de Birmingham, Wolverhampton, el Black Country i Solihull forma la tercera conurbació més poblada de tot l'estat, amb una població estimada de 2.44 milions. Això no obstant, el West Midlands no és totalment un comtat urbà; Coventry està separat d'aquesta conurbació per una franja de cinturó verd de 24 km, que rep el sobrenom de "Meriden Gap" (l'escletxa meridional), que reté un fort caràcter rural. Tres dels districtes que configuren el comtat tenen estatus de city: Coventry ja tenia aquesta designació des d'antic, Birmingham va rebre l'estatus de city el 1889, i Wolverhampton el 2000 va rebre la distinció de "Millennium City".
La següent llista són les poblacions amb més habitants segons el cens del 2011:
- Birmingham (1.085.810 hab)
- Coventry (325.949 hab)
- Wolverhampton (210.319 hab)
- Solihull (123.187 hab)
- Sutton Coldfield (109.015 hab)
- Dudley (79.379 hab)
- West Bromwich (72.945 hab +18.985 hab)
- Walsall (67.594 hab)
- Stourbridge (63.298 hab)
- Halesowen (58.135 hab)

## Economia
Encara que aquest comtat no va existir com a tal fins al 1974, els territoris que el componen tenen una llarga història com a importants centres industrials i de comerç amb una desenvolupada infraestructura. Coventry va ser una de les ciutats mes importants d'Anglaterra en l'edat mitjana, amb les seves pròsperes manufactures de teixits de llana. Birmingham i Wolverhampton tenen una tradició industrial que data del segle xvi, quan es van establir tallers que treballaven els metalls. Birmingham era coneguda per la fabricació d'armes petites, mentre que Wolverhampton tenia renom per la fabricació de panys, tanques i objectes de llautó. Els dipòsits de carbó i ferro de l'àrea del Black Country subministrava les matèries primeres per a la indústria. Tot plegat va fer que a començaments del segle XX la regió fos una pròspera zona urbana i industrial. Coventry és el districte que ha efectuat el creixement econòmic amb més lentitud, però des del segle XX ha esdevingut un important lloc de producció de bicicletes i altres vehicles.